# Kanton Bretenoux
Kanton Bretenoux (francouzsky Canton de Bretenoux) je francouzský kanton v departementu Lot v regionu Midi-Pyrénées. Tvoří ho 16 obcí.

## Obce kantonu
- Belmont-Bretenoux
- Biars-sur-Cère
- Bretenoux
- Cahus
- Cornac
- Estal
- Gagnac-sur-Cère
- Gintrac
- Girac
- Glanes
- Laval-de-Cère
- Prudhomat
- Puybrun
- Saint-Michel-Loubéjou
- Tauriac
- Teyssieu